# Schljakovianthus quadrilobus
Schljakovianthus es un género monotípico de musgos hepáticas perteneciente a la familia Anastrophyllaceae. Su única especie es: Schljakovianthus quadrilobus.  

## Taxonomía
Schljakovianthus quadrilobus fue descrita por (Lindb.) Konstant. & Vilnet y publicado en Arctoa, a Journal of Bryology 18: 66. 2009[2010].
Sinonimia
- Jungermannia quadriloba Lindb.